# إيملي فوستر
إيملي فوستر (بالإنجليزية: Emily Sophia Foster)‏ هي مُدرسة نيوزيلندية، ولدت في 18 ديسمبر 1842، وتوفيت في 30 ديسمبر 1897.